# كمال يلدرم
كمال يلدرم (بالتركية: Kemal Yıldırım)‏ هو لاعب كرة قدم ومدرب كرة قدم تركي في مركز الهجوم، ولد في 15 مايو 1958 في أردو في تركيا. لعب مع أضنة دمير سبور وأنقرة غوجو وأوردو سبور وغلطة سراي وغنتشلربيرليغي.

## وصلات خارجية
- كمال يلدرم على موقع اتحاد تركيا (لاعب) (الإنجليزية)
- كمال يلدرم على موقع اتحاد تركيا (مدرب) (الإنجليزية)
- كمال يلدرم على موقع قاعدة بيانات كرة القدم.إي يو (الإنجليزية)
- كمال يلدرم على موقع عالم كرة القدم.نت (الإنجليزية)